# Даут паша хамам
Даут паша хамам (мак. Davutpaşa Hamamı) — подвійна лазня, розташована в Скоп'є, столиці Північної Македонії, поруч з Кам'яним мостом. Сьогодні використовується як художня галерея під назвою Національна галерея Македонії..

## Історія
Даут паша хамам розташована біля входу на старий базар у Скоп'є. Лазня була побудована між 1489 та 1497 рр. Точна дата невідома. Це одна з двох історичних лазень, була побудована Давутом пашею, який служив головним візиром у період Беязіта. Будівлю було відремонтовано Турецьким агентством з питань співробітництва та координації у 2013 році.

## Опис
Лазня складається з двох однакових частин. Одна частина зарезервована для чоловіків, а друга — для жінок. У будівлі дванадцять номерів, і вони складалися з передпокою, гарячими кімнатами та санвузлами. Лазня покрита кількома куполами різних розмірів.
Церемонія в лазні очищає розум і тіло. Відвідувачі проходили через кімнати з різними температурами. Так тіло поступово звикало до ще вищих температур і вологості. Інтер'єр виконаний з мармуру, кераміки, мозаїки або каменю. У деяких кімнатах збереглися деякі орнаменти, такі як скульптурні сталактити або квіткові рельєфи.
Будівля зберігає свою початкову форму. Всередині будівлі відбуваються зміни, але роботи на стельових та купольних переходах такі ж, як і коли вони були вперше зроблені.
У будівлі, яка була перетворена в галерею мистецтв у 1948 році, експонується художня колекція, що містить твори мистецтва, зроблені македонськими художниками між XIV і XX століттями.
Даут паша хамам пережив два землетруси, кілька воєн та пожежу, і невідомо, коли саме він втратив свою первісну функцію. До реконструкції, проведеної в 1935 та 1936, будівля служила майстернею. Починаючи з 1948 року, тут була штаб-квартира та колекція Національної галереї Македонії.